# Groupe Bernard
Pour les articles homonymes, voir Bernard.
Le Groupe Bernard est un distributeur automobile et de véhicules industriels français. C’est une entreprise familiale et régionale dont le siège social se situe à Bourg-en-Bresse.
Ce groupe est le second distributeur automobile français et le premier distributeur de véhicules industriels.

## Historique
- 1920 : Alfred Bernard crée un atelier pour l’entretien des véhicules de son entreprise.
- 1937 : Le panonceau Berliet est accroché à la façade du garage.
- 1958 : Son fils, Pierre Bernard, se lance dans l’automobile avec la marque Peugeot et devient ainsi le premier concessionnaire de France actif à la fois dans la voiture et dans le camion.
- 1973 : Création d'une concession Mercedes pour les véhicules industriels et utilitaires
- 1980 : Reprise de l'exploitation d'une concession Renault.
- 1983 : Jean-Patrice Bernard, 3e génération, devient le directeur général de l’entreprise et en deviendra le président en 1991. Il en accélère le développement et reprend au moins un site chaque année : Grenoble, Montluel, Albertville, Annecy. Il développe également une activité de location de courte durée sous la franchise Hertz.
- 1985 : Création du premier Renault Minute.
- 1997 : Le groupe commence son développement à l’international par la création d’une plaque régionale à l’ouest de la Pologne.
- 1999 : Le groupe Bernard répond à l’invitation de Nissan pour développer la marque avec une première concession à Valence réunissant sous le même toit Renault et Nissan.
- 2002 : Élargissement de son portefeuille de marques avec cinq sites Citroën en Saône-et-Loire.
- 2004 : Acquisition de la société lyonnaise Anaf Auto Auction, orbganisateur régional de ventes aux enchères de voitures d'occasion.
- 2005 : Création de Bernard Manutention Service (BMS), distributeur multi-marques, spécialisé dans la commercialisation, la location et la maintenance de matériels de manutention en Rhône-Alpes.
- 2009 : Reprise de la concession Mercedes de véhicules particuliers à Chalon-sur-Saône.
- 2011 : Ouverture d'un centre Infiniti à Lyon et intègre une plaque Renault de 6000 véhicules neufs en Franche-Comté[3]. En mars, le Groupe opère une implantation Bernard Trucks en Roumanie à Bucarest. Ouverture d'Autobyweb la plateforme des concessionnaires autobyweb.fr[4],[5].
- 2019 : Emil Frey France entre au capital du groupe[6].

## Activité et implantation
Avec un siège implanté depuis son origine à Bourg-en-Bresse, le groupe rayonne au-delà de Rhône-Alpes jusqu’en Bourgogne et Franche-Comté. Il est présent depuis 13 ans en Pologne avec trois établissements sous l’enseigne Bernard Trucks représentant la marque Renault Trucks et depuis 2011 en Roumanie, ces implantations ont été cédées lors de la réorganisation du groupe AB Volvo en 2015, qui aboutira à la fusion des réseaux Renault Trucks et Volvo dans ces pays.